# Manganipargasita
La manganipargasita és un mineral de la classe del silicats que pertany al grup del nom arrel pargasita.

## Característiques
La manganipargasita és un amfíbol de fórmula química NaCa₂(Mg₄Mn3+)(Si₆Al₂)O22(OH)₂. Va ser aprovada com a espècie vàlida per l'Associació Mineralògica Internacional l'any 2019, sent publicada per primera vegada el 2020. Cristal·litza en el sistema monoclínic. La seva duresa a l'escala de Mohs es troba entre 5 i 6.
L'exemplar que va servir per a determinar l'espècie, el que es coneix com a material tipus, es troba conservat a les col·leccions mineralògiques del Museu Suec d'Història Natural, situat a Estocolm (Suècia), amb el número de col·lecció: nrm20100001.

## Formació i jaciments
Va ser descoberta a la mina Långban, situada al municipi de Filipstad (Comtat de Värmland, Suècia), on es troba en forma de cristalls subèdrics d'aproximadament 1 mm, creixent sobre cristalls de hausmannita euèdrics a subèdrics. Es tracta de l'únic indret de tot el planeta on ha estat descrita aquesta espècie mineral.